# Satyrus pauperoides
Satyrus pauperoides är en fjärilsart som beskrevs av Holik 1956. Satyrus pauperoides ingår i släktet Satyrus och familjen praktfjärilar. Inga underarter finns listade.